# Giona di Mosca
Giona, o Iona (Иона in russo; Galič, ... – 1461), fu metropolita di Mosca e di tutta la Rus' dal 1448 fino alla sua morte.
È venerato come santo dalla Chiesa ortodossa russa che lo ricorda il 31 marzo.

## Biografia
Nato a Galič entrò giovanissimo, a soli 12 anni, in un monastero della sua città per poi trasferirsi, intorno agli anni 20 del XV secolo nel Monastero di Simonov. Divenuto un amico intimo del metropolita Fozio, fu dallo stesso nominato vescovo di Rjazan' e Murom. Alla morte di quest'ultimo, avvenuta nel 1431, il Gran Principe Vassili II appoggiò la nomina di Giona per il seggio di Metropolita. A causa della guerra intrapresa da Vassili contro i Principi in appannaggio che gli si erano ribellati, Giona partì per Costantinopoli solo nel 1435 per ricevere il benestare e la nomina formale da parte del Patriarca di Costantinopoli che, tuttavia, aveva già scelto ed elevato Isidoro di Kiev a Metropolita di Russia.
Dopo che nel 1441 Isidoro fu condannato da un Concilio di Vescovi della Chiesa ortodossa russa per il suo tentativo di introdurre il cattolicesimo in Russia, Vassili tornò ad appoggiare la nomina di Giona il quale non poté tuttavia recarsi a Costantinopoli a causa della recrudescenza della guerra civile. Giona diventò Metropolita di Mosca e di Russia solo nel 1448 e senza il consenso da parte del Patriarca di Costantinopoli, segnando in tal modo il primo passo verso l'autocefalia della Chiesa russa rispetto a quella bizantina (Giona ricevette la benedizione patriarcale dopo la caduta di Bisanzio nel 1453). Nel 1451 Giona prese sotto il proprio controllo anche l'Arcidiocesi lituana; lo stesso anno i Tatari arrivarono alle porte di Mosca e la Chiesa ritiene la loro sconfitta opera dell'intercessione miracolosa del Metropolita stesso.

## Miracoli e leggende devozionali
Numerose leggende sono sorte riguardo alla vita di Giona.
- Si narra che quando Fozio andò in visita per la prima volta al Monastero di Simonov, Giona non si fosse recato ad accoglierlo con gli altri monaci perché troppo stanco a causa dei lavori che aveva compiuto quella giornata. Quando Fozio chiese all'egumeno di poter visitare le celle del monastero lo trovò allora addormentato, con le dita della mano contratte nell'atto di benedire. Vedendo tale scena il Metropolita ordinò di non svegliarlo e davanti agli altri monaci predisse che Giona sarebbe diventato una figura di primaria importanza all'interno della chiesa ortodossa.